# Partido Republicano Português
Partido Republicano Português (Portugiesische Republikanische Partei, PRP) war eine portugiesische Partei, die ihre Wurzeln in der alten Republikanischen Partei der konstitutionellen Monarchie hatte und während der ersten portugiesischen Republik von 1910 bis 1926 das politische Leben des Landes weitgehend dominierte. Vertreter ihrer unterschiedlichen Aufspaltungen und Fraktionen stellten in der Zeit der Ersten Republik zwei Staatspräsidenten und mehrere Regierungschefs.
Im Februar 1912 entstanden als Ergebnis eines längeren Aufspaltungsprozesses der traditionellen Portugiesischen Republikanischen Partei (PRP) die Evolutionistische Republikanische Partei (António José de Almeida), die liberale, Mitte-rechts-Positionen vertrat und die kleinere eher konservative Unionistische Partei (Partido Unionista) (Brito Camacho).
Die unbestritten stärkste Fraktion der alten PRP war die linksliberale Demokratische Partei (Afonso Augusto da Costa), eine Mitte-links-Partei, die fast die gesamten alten Parteistrukturen der PRP übernahm und für sich selbst den traditionellen Namen der Portugiesischen Republikanischen Partei beanspruchte, da diese offiziell nie aufgelöst wurde. 
Die Demokratische Partei war die dominierende politische Kraft der Ersten Republik in Portugal. 